# Patto del Nazareno
Il patto del Nazareno, locuzione appartenente al gergo politico-giornalistico italiano, indica un accordo politico siglato fra il segretario del Partito Democratico, Matteo Renzi, e il presidente di Forza Italia, Silvio Berlusconi, il 18 gennaio 2014 con gli obiettivi di procedere a una serie di riforme fra cui quella del titolo V della parte II della Costituzione, la trasformazione del Senato in "Camera delle autonomie" e l'approvazione di una nuova legge elettorale.
Il nome attribuito all'accordo deriva, per metonimia, dal toponimo del largo del Nazareno a Roma, nei cui pressi si trova la sede del Partito Democratico, luogo dove si svolse il primo incontro dichiarato fra i due leader. Il patto venne meno nel febbraio 2015, a seguito dell'elezione di Sergio Mattarella a Presidente della Repubblica.

## Storia
Dopo aver vinto le elezioni primarie del 2013, il neosegretario del Partito Democratico Matteo Renzi indicò come punti cardine della sua agenda politica una serie di riforme istituzionali, fra cui quelle inerenti al Senato e alla legge elettorale. Il 2 gennaio 2014, pubblicò poi sul suo sito web personale una lettera aperta alle principali forze politiche italiane in cui proponeva tre diversi modelli di riforma del sistema elettorale su cui trovare un accordo per la modifica del cosiddetto Porcellum, dichiarato parzialmente incostituzionale dalla Consulta. Lo stesso giorno Silvio Berlusconi, presidente di Forza Italia, dichiarò di essere favorevole alla possibilità di incontri e consultazioni bilaterali con il PD, mentre il Movimento 5 Stelle annunciò sul blog di Beppe Grillo che la legge elettorale non poteva essere approvata da un parlamento, a loro dire, «moralmente illegittimo», chiedendo invece lo scioglimento delle camere e nuove elezioni.
Il 15 gennaio, durante un'intervista televisiva a Le invasioni barbariche Renzi annunciò che l'incontro con Berlusconi si sarebbe svolto due giorni dopo nella sede del Partito Democratico, per discutere un piano comune sulle riforme. Alla consultazione parteciparono, oltre ai due leader, anche il portavoce della segreteria dei Democratici Lorenzo Guerini e il berlusconiano Gianni Letta; al termine Renzi dichiarò di essersi trovato in «profonda sintonia» con Berlusconi su tre temi: riforma del titolo V della parte II della Costituzione con l'eliminazione dei rimborsi ai gruppi consiliari regionali, fine del bicameralismo perfetto trasformando il Senato in una "Camera delle autonomie" senza elezione diretta dei rappresentanti, e modifica della legge elettorale.
L'accordo sull'Italicum fu discusso dalla direzione nazionale del PD il 20 gennaio e approvato con 111 voti a favore, 0 contrari e 34 astenuti, pur tra alcune obiezioni mosse da Gianni Cuperlo e Giuseppe Civati. All'interno di Forza Italia non fu effettuata alcuna votazione per l'accettazione dei contenuti delle riforme, nonostante diversi membri si fossero dichiarati contrari. Nella bozza di accordo del 17 gennaio non erano inclusi i dettagli delle tre riforme, ma solo le principali linee guida; i particolari furono discussi di volta in volta in una serie di incontri tra esponenti democratici e forzisti. In seguito all'insediamento del governo presieduto da Renzi, in data 22 febbraio, il nuovo Presidente del Consiglio incontrò nuovamente Berlusconi il 14 aprile e il 6 agosto.
In seguito all'elezione di Sergio Mattarella a Presidente della Repubblica, Forza Italia dichiara concluso il Patto del Nazareno, cessando la cooperazione con la maggioranza di governo. Questa decisione verrà contestata dalla corrente del partito guidata da Denis Verdini, che in seguito lascia FI per formare Alleanza Liberalpopolare - Autonomie (ALA) e continuare la collaborazione con il Governo Renzi.

## I punti dell'accordo

### Riforma elettorale
Il primo punto del patto riguarda la modifica del sistema elettorale italiano, regolato fino a quel momento dalla legge Calderoli di cui la Corte costituzionale aveva dichiarato l'illegittimità parziale il 15 gennaio 2014. La nuova legge venne subito ribattezzata Italicum e presentata alla stampa da Renzi al termine dell'assemblea nazionale del PD del 20 gennaio seguente.
L'accordo iniziale prevedeva un sistema proporzionale corretto, a coalizione, con premio di maggioranza del 15% nel caso una delle coalizioni superasse il 35% dei consensi, con vincolo massimo al 55%. Nel caso in cui nessuno avesse raggiunto la soglia del 35%, si sarebbe dovuto effettuare un turno di ballottaggio fra le due coalizioni più votate, per assegnare un bonus che consentisse alla coalizione vincente di superare il 50% dei seggi alla Camera. Erano inoltre previste due soglie di sbarramento per l'ingresso in parlamento: al 5% per i partiti in coalizione, e all'8% per le forze che si fossero presentate da sole. I collegi elettorali in questa prima stesura risultavano plurinominali medio-piccoli, in cui ogni partito presentava liste di tre-sei candidati. Non era prevista la possibilità per gli elettori di scegliere direttamente quale candidato votare (le cosiddette "liste bloccate").
A seguito delle numerose contestazioni ricevute dagli altri partiti di maggioranza, la proposta di legge venne modificata prima di essere presentata in parlamento. La seconda stesura, concordata telefonicamente dai due leader politici, prevedeva alcune correzioni sulle soglie ma non nella filosofia dell'impianto: la soglia di accesso al premio di maggioranza passava dal 35% al 37%, mentre la soglia di sbarramento per i partiti in coalizione scendeva al 4,5%. La legge così formulata fu approvata a Palazzo Montecitorio il 12 marzo con 365 voti favorevoli, 156 contrari e 40 astenuti. La legge approvata dalla Camera non dettava norme per il Senato, nella prospettiva di una sua elezione indiretta.
La nuova versione dell'Italicum, tanto rivoluzionata rispetto alla prima da essere ribattezzata "Italicum 2.0", fu approvata dal Senato il 27 gennaio 2015 con il sostegno determinante dei voti di Forza Italia dato che la minoranza del PD uscì dall'aula. A febbraio, in seguito all'elezione di Sergio Mattarella a Presidente della Repubblica e la conseguente fine del Patto del Nazareno ed a causa delle 17 richieste di modifica dell'Italicum di Renzi, Forza Italia definì l'Italicum una legge autoritaria ed incostituzionale ed annunciò il suo voto contrario nella terza lettura della stessa. La legge fu approvata in via definitiva il 4 maggio 2015 con il ricorso alla questione di fiducia. Essa comunque non trovò mai applicazione in nessuna consultazione elettorale: nel gennaio 2017 ne fu riconosciuta la parziale incostituzionalità, per poi essere del tutto abrogata nel novembre 2017, in seguito all'approvazione della nuova legge Rosato.

### Riforme costituzionali
Il secondo punto del patto riguardava una serie di riforme costituzionali volte al superamento del bicameralismo perfetto e alla modifica del titolo V che regola il rapporto Stato-Regioni. Queste riforme furono discusse in un secondo incontro fra Renzi e Berlusconi, svoltosi il 14 aprile a Palazzo Chigi.
La proposta di legge prevedeva la riduzione del numero dei senatori, da 315 a 100. Questi non sarebbero stati più eletti direttamente, bensì nominati dai consigli regionali e avrebbero compreso 74 consiglieri regionali, 21 sindaci e 5 personalità illustri nominate dal presidente della Repubblica. Il nuovo Senato avrebbe avuto meno poteri: non avrebbe più potuto votare la fiducia ai governi in carica, e avrebbe avuto il ruolo principale di «funzione di raccordo tra lo Stato e gli altri enti costitutivi della Repubblica», ovvero regioni e comuni. avrebbe continuato invece a votare le riforme e leggi costituzionali, leggi sui referendum popolari, leggi elettorali degli enti locali, diritto di famiglia, matrimonio e salute nonché ratifiche dei trattati internazionali; avrebbe potuto inoltre avere un ruolo consultivo sulle leggi presentate alla Camera e sulla legge di bilancio, proponendo delle modifiche poi soggette a voto dalla Camera. Veniva inoltre modificato il titolo V, che ripartisce le competenze legislative tra Stato e regioni, eliminando la competenza concorrente.
La proposta di riforma, aspramente avversata dalle opposizioni parlamentari e da molti giuristi, fu approvata con una maggioranza inferiore ai due terzi dei membri di ciascuna camera: di conseguenza, come prescritto dall'articolo 138 della Costituzione, il provvedimento non fu promulgato direttamente, essendo prevista la facoltà di richiedere un referendum per sottoporlo al giudizio degli elettori. La consultazione popolare, richiesta sia su iniziativa parlamentare sia attraverso una raccolta di firme, ebbe luogo il 4 dicembre 2016; non fu necessario il raggiungimento di un quorum. La consultazione referendaria vide un'elevata affluenza alle urne, pari al 65,47% degli elettori, e una netta affermazione dei voti contrari, pari al 59,12% dei voti validi: pertanto la riforma Renzi-Boschi non entrò in vigore. In conseguenza dell'esito sfavorevole del referendum, Renzi rassegnò le dimissioni da Presidente del Consiglio.

## Ipotesi su ulteriori contenuti dell'accordo
Il patto ha alimentato numerose ipotesi e teorie su eventuali ulteriori contenuti dell'accordo che sarebbero stati tenuti segreti. Queste ipotesi furono avanzate sia da alcuni partiti d'opposizione come il Movimento 5 Stelle, che presentò interrogazioni parlamentari ed esposti in procura, sia da parte di vari giornalisti. In particolare Beppe Grillo dichiarò che l'accordo sarebbe stato una sorta di "salvacondotto" per Berlusconi e le sue aziende, in cambio dei voti di Forza Italia, indispensabili al governo Renzi per attuare il proprio programma di riforme. Altre rimostranze sorsero all'interno dello stesso Partito Democratico per via del ruolo di Denis Verdini quale intermediario dell'accordo.